# 黑頦帚齒非鯽
黑頦帚齒非鯽，為輻鰭魚綱鱸形目隆頭魚亞目慈鯛科的其中一種，分布於非洲塞內加爾至喀麥隆南部的半鹹淡水流域，體長可達28公分，棲息在河口紅樹林區，成群活動，以藻類及有機碎屑為食，能容忍鹽度變化，生活習性不明，可作為食用魚、觀賞魚及養殖魚。

## 擴展閱讀
維基物種上的相關：黑頦帚齒非鯽